# Fredskonferencen i Paris (1919-1920)
Fredskonferencen i Paris var et sæt formelle og uformelle diplomatiske møder i 1919 og 1920 efter afslutningen af 1. Verdenskrig, hvor de sejrrige Ententemagter fastsatte fredsbetingelserne for de besejrede Centralmagter. De diplomatiske møder var domineret af lederne fraStorbritannien, Frankrig, USA samt Italien og resulterede i fem traktater, der ændrede grænserne for Europa og dele af Asien, Afrika og Stillehavsøerne. Desuden pålagde disse traktater også økonomiske sanktioner mod de tabene lande. Tyskland, Østrig-Ungarn, Det Osmaniske Rige og de andre tabende nationer fik ikke en stemme ved de diplomatiske møder; dette gav senere anledning til politiske vrede, der varede i årtier. Traktaterne fra denne konference betragtes som et af de store vendepunkter i det 20. århundredes geopolitiske historie.
Konferencen involverede diplomater fra 32 lande og nationaliteter. Dens vigtigste beslutninger var oprettelsen af Folkeforbundet og de fem fredstraktater med de besejrede stater. De vigtigste emner, som blev adresseret i traktaterne, var blandt andet overleveringen af tyske og osmanniske oversøiske besiddelser som "mandater" til hovedsageligt Storbritannien og Frankrig; fastsættelse af Tysklands krigsskadeerstatninger; og bestemmelse af nye nationale grænser – nogle gange involverende denne fastlæggelse af grænser folkeafstemninger, for at imødekomme og afspejle etniske ønsker.
USA's præsident Woodrow Wilson fik i 1917 en gruppe – bestående af omkring 150 akademikere – til at forske og udarbejde en rapport, som skulle kortlægge hvilke sandsynlige emner, der ville give anledning til diplomatiske forhandlinger. Desforuden skulle de udvikle et sæt principper, der skulle bruges i de fredsforhandlingerne, der skulle afslutte 1. verdenskrig. Resultaterne af denne forskning blev sammenfattet i det såkaldte 14. punkter, der blev grundlaget samt vilkårene for den tyske overgivelse under konferencen, og tidligere havde været grundlaget for den tyske regerings forhandlinger i våbenhvilen den 11. november 1918.
Konferencen primære resultat var Versailles-traktaten med Tyskland. I denne traktat – i henhold til dens afsnit 231 – blev hele skylden for krigen placeret på "Tysklands og dets allieredes aggression". Denne bestemmelse viste sig at være en stor ydmygelse for både tyske ledere, den tyske hær og de tyske borgere. Bestemmelsen satte endvidere scenen for de store krigsskadeerstatninger, som Tyskland blev pålagt at betale (hvoraf kun en lille del var blevet betalt, da Tyskland holdt op med at betale efter 1931). De fem stormagter på dette tidspunkt, Frankrig, Storbritannien, Italien, Japan og USA, kontrollerede konferencen. "De fire store" ledere var den franske premierminister Georges Clemenceau, den britiske premierminister David Lloyd George, den amerikanske præsident Woodrow Wilson og den italienske premierminister Vittorio Emanuele Orlando. Sammen med hold af diplomater og jurister mødtes de uformelt 145 gange og blev enige om alle større beslutninger, før de blev ratificeret.
Konferencen begyndte den 18. januar 1919. Med hensyn til konferencens afslutning bemærkede historikeren professor Michael Neiberg: "Selvom de højtstående statsmænd holdt op med at arbejde personligt på konferencen i juni 1919, sluttede den formelle fredsproces først i juli 1923, hvor Lausanne-traktaten blev underskrevet." Konferencen afslutning anses ofte for at være den 21. januar 1920 med Folkeforbundets stiftende generalforsamling.
Hele processen omtales ofte som "Versailles-konferencen", selvom kun underskrivelsen af den første traktat fandt sted i det historiske palads; forhandlingerne fandt sted ved Quai d'Orsay i Paris.

## Overblik og direkte resultater
Konferencen åbnede formelt den 18. januar 1919 ved Quai d'Orsay i Paris. Denne dato var symbolsk, idet det var årsdagen for proklamationen af Vilhelm I som tysk kejser i 1871, i spejlsalen i Versailles-slottet – kort før afslutningen på belejringen af Paris (under den fransk-preussiske krig). Datoen havde yderligere en central betydning for Tyskland, da det var årsdagen for dannelsen af Kongeriget Preussen i 1701. Delegerede fra 27 nationer blev tildelt 52 kommissioner, som holdt 1.646 sessioner for at udarbejde rapporter – med hjælp fra mange eksperter – om emner såsom krigsfanger, undersøiske kabler, international luftfart og ansvaret for krigen. De mest centrale anbefalinger var del Versailles-traktaten med Tyskland, som havde 15 kapitler og 440 afsnit. Der var ligeledes traktater med de andre besejrede nationer.
De fem stormagter (Frankrig, Storbritannien, Italien, USA og Japan) kontrollerede konferencen. Blandt "de fem store" sendte Japan i praksis kun en tidligere premierminister og spillede en lille rolle, hvorfor "De Fire Store"-leder dominerede konferencen. De fire mødtes uformelt 145 gange og traf alle de store beslutninger, som blev ratificeret af andre deltagere. De åbne møder i alle delegationerne godkendte beslutningerne fra "De Fire Store". Konferencen blev afsluttet den 21. januar 1920 med Folkeforbundets stiftende generalforsamling.
De fem store fredstraktater, som blev udarbejdet på fredskonferencen i Paris (med – i parentes – de berørte lande):
- Versailles-traktaten, 28. juni 1919 (Tyskland)
- Saint-Germain-traktaten, 10. september 1919 (Østrig)
- Neuilly-traktaten, 27. november 1919 (Bulgarien)
- Trianon-traktaten, 4. juni 1920 (Ungarn)
- Sèvres-traktaten, 10. august 1920; efterfølgende revideret ved Lausanne-traktaten, 24. juli 1923 (Osmannerriget/Republikken Tyrkiet)

De vigtigste beslutninger var oprettelsen af Folkeforbundet, de fem fredstraktater med de besejrede nationer, tildelingen (til primært Storbritannien og Frankrig) af tyske og osmanniske oversøiske besiddelser som "mandater", krigsskadeerstatning pålagt Tyskland og bestemmelse af nye nationale grænser (nogle gange med folkeafstemninger) for bedre at afspejle nationalistiske kræfter og strømninger. Et af de mest centrale resultater var Versailles-traktaten med Tyskland, som i dens afsnit 231 lagde skylden for krigen på "Tyskland og dets allieredes". Denne bestemmelse viste sig at være ydmygende for Tyskland og satte scenen for de meget høje krigsskadeerstatninger, som Tyskland skulle betale (de betalte dog kun en lille del, før de stoppede betalingerne i sluttede i 1931).
Da konferencens beslutninger blev vedtaget ensidigt og stort set efter "De Fire Stores" ønske, var Paris reelt centrum for en "verdens regering" under konferencen, som implementerede de gennemgribende ændringer i Europas politiske geografi. Selve Versailles-traktaten svækkede det tyske militær og pålagde den fulde skyld for krigen og store krigsskadeerstatninger på Tyskland. Dette første til ydmygelse og vrede i Tyskland og anses ofte af historikere for at være en af de direkte årsager til det nazistiske partis efterfølgende valgsucceser og en af de indirekte årsager til 2. verdenskrig. Folkeforbundet viste sig at være stærkt kontroversielt i USA, da kritikere sagde, at det undergravede den amerikanske kongres beføjelser og amerikanske interesser. Det amerikanske senat ratificerede ikke nogle af fredstraktaterne, og derfor tilsluttede USA sig aldrig Folkeforbundet. I stedet indgik Harding-administrationen i 1921-1923 nye traktater med Tyskland, Østrig og Ungarn. Den tyske Weimarrepublik var ikke inviteret til at deltage i konferencen i Versailles. Repræsentanter for Det Hvide Rusland, men ikke kommunistiske Rusland, var tilstede under konferencen. Talrige andre nationer sendte delegationer for at appellere til forskellige tilføjelser til traktaterne, og forskellige grupper lobbyede for forskellige sager lige fra uafhængighed for specifikke landene i det sydlige Kaukasus til Japans mislykkede forslag om racelighed.

## Mandater
Et centralt spørgsmål på konferencen var disponeringen af de tyske oversøiske kolonier (Østrig-Ungarn havde ikke større kolonier, og det Osmanniske Rige var et særskilt spørgsmål).
Storbritannien ønskede sin andel af kolonierne. Australien ønskede New Guinea, New Zealand ville have Samoa, mens Sydafrika ønskede Sydvestafrika. Wilson ønskede, at Folkeforbundet skulle administrere alle tyske kolonier – indtil de var klar til uafhængighed. Lloyd George foreslog et kompromis: der skulle være tre kategorier af mandater. Mandater for de tyrkiske provinser var én kategori og ville blive delt mellem Storbritannien og Frankrig.
Den anden kategori, som bestod af New Guinea, Samoa og Sydvestafrika, kunne ikke gives til andre end Australien, New Zealand og Sydafrika, som følge af deres geografiske nærhed. Endelig ville de afrikanske kolonier have brug for en høj grad af tilsyn som "Klasse B"-mandater, som kun kunne leveres af erfarne kolonimagter: Storbritannien, Frankrig og Belgien – selvom Italien og Portugal ligeledes modtog små mængder territorium. Wilson og de andre gik endelig med på løsningen. Japan fik mandater over tyske besiddelser nord for Ækvator.
Wilson ønskede ingen mandater til USA, men hans vigtigste rådgiver – oberst Edward M. House – var dybt involveret i at tildele de andre. Wilson blev især fornærmet over australske krav og havde nogle mindeværdige sammenstød med Hughes (den australske premierminister), denne den mest berømte:
Wilson: "Men du repræsenterer trods alt kun fem millioner mennesker."
Hughes: "Jeg repræsenterer 60.000 døde"

## Historiske vurderinger
Fastlæggelsen af nye grænser for forskellige nationer på konferencerne affødte en række kritiske og konfliktfyldte modsætninger, som ville blive nogle af de medvirkende årsager til 2. verdenskrig. Den britiske historiker Eric Hobsbawm hævdede således:
| Citat | [N]o equally systematic attempt has been made before or since, in Europe or anywhere else, to redraw the political map on national lines.... The logical implication of trying to create a continent neatly divided into coherent territorial states each inhabited by separate ethnically and linguistically homogeneous population, was the mass expulsion or extermination of minorities. Such was and is the reductio ad absurdum of nationalism in its territorial version, although this was not fully demonstrated until the 1940s. | Citat |
|       | |       |

Hobsbawm og andre venstreorienterede historikere har hævdet, at Wilsons fjorten punkter – især princippet om selvbestemmelse – var foranstaltninger, der primært var imod bolsjevikkerne. Princippet havde således til formål – ved at spille det nationalistiske kort – at nedtone den revolutionære feber, der fejede over Europa i kølvandet på oktoberrevolutionen og afslutningen på krigen.
Den højreorienterede historiker John Lewis Gaddis var enig: "Da Woodrow Wilson gjorde princippet om selvbestemmelse til et af sine fjorten punkter, havde hans hensigt været at undergrave bolsjevismens appel."
Det synspunkt har en lang historie og kan sammenfattes med den amerikanske historiker og journalist Ray Stannard Bakers berømte bemærkning: "Paris kan ikke forstås uden Moskva."

## Yderligere læsning
- Aston, Charlotte (2010). Makers of the Modern World: Antonius Piip, Zigfrĩds Meierovics and Augustus Voldemaras (engelsk). London, UK: Haus Publishing. ISBN 978-1-905791-71-2.
- Albrecht-Carrie, Rene. Italy at the Paris Peace Conference (1938) [ISBN mangler]
- Ambrosius, Lloyd E. Woodrow Wilson and the American Diplomatic Tradition: The Treaty Fight in Perspective (1990)
- Andelman, David A. A Shattered Peace: Versailles 1919 and the Price We Pay Today (2007) popular history that stresses multiple long-term disasters caused by Treaty.
- Bailey; Thomas A. Wilson and the Peacemakers: Combining Woodrow Wilson and the Lost Peace and Woodrow Wilson and the Great Betrayal (1947)
- Birdsall, Paul. Versailles twenty years after (1941) well balanced older account
- Boemeke, Manfred F., et al., eds. The Treaty of Versailles: A Reassessment after 75 Years (1998). A major collection of important papers by scholars
- Bruce, Scot David, Woodrow Wilson's Colonial Emissary: Edward M. House and the Origins of the Mandate System, 1917–1919 (University of Nebraska Press, 2013).
- Clements, Kendrick, A. Woodrow Wilson: World Statesman (1999).
- Cornelissen, Christoph, and Arndt Weinrich, eds. Writing the Great War - The Historiography of World War I from 1918 to the Present (2020) free download; full coverage for major countries.
- Cooper, John Milton. Woodrow Wilson: A Biography (2009), scholarly biography; pp 439–532 excerpt and text search
- Dillon, Emile Joseph. The Inside Story of the Peace Conference, (1920) online
- Dockrill, Michael, and John Fisher. The Paris Peace Conference, 1919: Peace Without Victory? (Springer, 2016).
- Ferguson, Niall. The Pity of War: Explaining World War One (1999), economics issues at Paris pp 395–432
- Doumanis, Nicholas, ed. The Oxford Handbook of European History, 1914–1945 (2016) ch 9.
- Fromkin, David. A Peace to End All Peace, The Fall of the Ottoman Empire and the Creation of the Modern Middle East, Macmillan 1989.
- Gaddis, John Lewis (2005). The Cold War. London: Allen Lane. ISBN 978-0-713-99912-9.
- Gelfand, Lawrence Emerson. The Inquiry: American Preparations for Peace, 1917–1919 (Yale UP, 1963).
- Ginneken, Anique H.M. van. Historical Dictionary of the League of Nations (2006)\
- Greene, Theodore, ed. Wilson At Versailles (1949) short excerpts from scholarly studies. online free
- Henderson, W. O. "The Peace Settlement, 1919" History 26.101 (1941): 60–69.online historiography
- Henig, Ruth. Versailles and After: 1919–1933 (2nd ed. 1995), 100 pages; brief introduction by scholar
- Hobsbawm, E. J. (1992). Nations and Nationalism since 1780: Programme, Myth, Reality. Canto (2nd udgave). Cambridge: Cambridge University Press. ISBN 978-0-521-43961-9.
- Hobsbawm, E.J. (1994). The Age of Extremes: The Short Twentieth Century, 1914–1991. London: Michael Joseph. ISBN 978-0718133078.
- Keynes, John Maynard, The Economic Consequences of the Peace (1920) famous criticism by leading economist full text online
- Dimitri Kitsikis, Le rôle des experts à la Conférence de la Paix de 1919, Ottawa, éditions de l'université d'Ottawa, 1972.
- Dimitri Kitsikis, Propagande et pressions en politique internationale. La Grèce et ses revendications à la Conférence de la Paix, 1919–1920, Paris, Presses universitaires de France, 1963.
- Knock, Thomas J. To End All Wars: Woodrow Wilson and the Quest for a New World Order (1995)
- Lederer, Ivo J., ed. The Versailles Settlement—Was It Foredoomed to Failure? (1960) short excerpts from scholars
- Lentin, Antony. Guilt at Versailles: Lloyd George and the Pre-history of Appeasement (1985)
- Lentin, Antony. Lloyd George and the Lost Peace: From Versailles to Hitler, 1919–1940 (2004)
- Lloyd George, David (1938). The Truth About the Peace Treaties (2 volumes). London: Victor Gollancz Ltd.
- Lundgren, Svante (2020). Why did the Assyrian lobbying at the Paris Peace Conference fail?. Chronos : Revue d'Histoire de l'Université de Balamand. s. 63-73.
- Macalister-Smith, Peter, Schwietzke, Joachim: Diplomatic Conferences and Congresses. A Bibliographical Compendium of State Practice 1642 to 1919, W. Neugebauer, Graz, Feldkirch 2017, ISBN 978-3-85376-325-4.
- McFadden, David W. (1993). Alternative Paths: Soviets and Americans, 1917–1920. New York, NY: Oxford University Press. ISBN 978-0-195-36115-5.
- MacMillan, Margaret. Peacemakers: The Paris Peace Conference of 1919 and Its Attempt to End War (2001), also published as Paris 1919: Six Months That Changed the World (2003); influential survey
- Mayer, Arno J. (1967). Politics and Diplomacy of Peacemaking: Containment and Counterrevolution at Versailles, 1918–1919. New York, NY: Alfred A. Knopf.
- Nicolson, Harold (2009) [1933]. Peacemaking, 1919. London: Faber and Faber. ISBN 978-0-571-25604-4. Arkiveret fra originalen 30. marts 2012.
- Paxton, Robert O., and Julie Hessler. Europe in the Twentieth Century (2011) pp 141–78
- Marks, Sally. The Illusion of Peace: International Relations in Europe 1918–1933 (2nd ed. 2003)
- Marks, Sally. "Mistakes and Myths: The Allies, Germany, and the versailles treaty, 1918–1921." Journal of Modern History 85.3 (2013): 632–659. online
- Mayer, Arno J., Politics and Diplomacy of Peacemaking: Containment and Counter-revolution at Versailles, 1918–1919 (1967), leftist
- Newton, Douglas. British Policy and the Weimar Republic, 1918–1919 (1997). 484 pgs.
- Pellegrino, Anthony; Dean Lee, Christopher; Alex (2012). "Historical Thinking through Classroom Simulation: 1919 Paris Peace Conference". The Clearing House: A Journal of Educational Strategies, Issues and Ideas. 85 (4): 146-152. doi:10.1080/00098655.2012.659774. S2CID 142814294.
- Roberts, Priscilla. "Wilson, Europe's Colonial Empires, and the Issue of Imperialism," in Ross A. Kennedy, ed., A Companion to Woodrow Wilson (2013) pp: 492–517.
- Schwabe, Klaus. Woodrow Wilson, Revolutionary Germany, and Peacemaking, 1918–1919: Missionary Diplomacy and the Realities of Power (1985)
- Sharp, Alan. The Versailles Settlement: Peacemaking after the First World War, 1919–1923 (2nd ed. 2008)
- Sharp, Alan (2005). "The Enforcement Of The Treaty Of Versailles, 1919–1923". Diplomacy and Statecraft. 16 (3): 423-438. doi:10.1080/09592290500207677. S2CID 154493814.
- Naoko Shimazu (1998), Japan, Race and Equality, Routledge, ISBN 0-415-17207-1
- Steiner, Zara. The Lights that Failed: European International History 1919–1933 (Oxford History of Modern Europe) (2007), pp 15–79; major scholarly work
- Trachtenberg, Marc (1979). "Reparations at the Paris Peace Conference". The Journal of Modern History. 51 (1): 24-55. doi:10.1086/241847. JSTOR 1877867. S2CID 145777701.
- Walworth, Arthur. Wilson and His Peacemakers: American Diplomacy at the Paris Peace Conference, 1919 (1986) 618pp
- Walworth, Arthur (1958). Woodrow Wilson, Volume I, Volume II. Longmans, Green.; 904pp; full scale scholarly biography; winner of Pulitzer Prize; online free; 2nd ed. 1965
- Watson, David Robin. George Clemenceau: A Political Biography (1976) 463 pgs.
- Xu, Guoqi. Asia and the Great War – A Shared History (Oxford UP, 2016) online (Webside ikke længere tilgængelig)

## Eksterne links
- Seating Plan of the Paris Peace Conference - UK Parliament Living Heritage
- Frances Stevenson - Paris Peace Conference Diary - UK Parliament Living Heritage
- Frances Stevenson - Paris Peace Conference ID Card - UK Parliament Living Heritage
- Sharp, Alan: The Paris Peace Conference and its Consequences , in: 1914-1918-online. International Encyclopedia of the First World War.
- Excerpts from the NFB documentary Paris 1919
- Sampling of maps used by the American delegates held by the American Geographical Society Library, UW Milwaukee

48°52′N 2°21′Ø / 48.86°N 2.35°Ø